# Mykoła Rogucki
Mykoła Rogucki (ukr. Микола Рогуцький, ur. w 1883 w Samborze, zm. 26 czerwca 1941 tamże) – ukraiński działacz społeczny w Galicji (w okolicach Sambora), poseł na Sejm II kadencji.
Brat Iwana Roguckiego. Zastępca przewodniczącego Ukraińskiej Partii Socjalistyczno-Radykalnej, kilkakrotnie więzień polityczny. W latach 1930–1939 piastował posadę wójta.
Zamordowany przez NKWD w więzieniu w Samborze.